# Kimberlyn Duncan
Kimberlyn Duncan (ur. 2 sierpnia 1991 w Katy, w stanie Teksas) – amerykańska lekkoatletka, sprinterka.
W 2012 sięgnęła po dwa złote medale podczas młodzieżowych mistrzostw NACAC w Irapuato (bieg na 200 metrów i sztafeta 4 × 100 metrów). Rok później dotarła do półfinału 200 metrów podczas mistrzostw świata w Moskwie. Jest wielokrotną medalistką mistrzostw NCAA na otwartym stadionie i w hali. Mistrzyni USA w biegu na 200 metrów (2013).
W 2011, 2012 i 2013 zajmowała pierwsze miejsce na listach światowych w biegu na 200 metrów w hali.

## Osiągnięcia
| Rok  | Impreza                       | Miejsce  | Konkurencja             | Lokata     | Wynik |
| ---- | ----------------------------- | -------- | ----------------------- | ---------- | ----- |
| 2012 | Młodzieżowe mistrzostwa NACAC | Irapuato | bieg na 200 metrów      | 1. miejsce | 22,72 |
| 2012 | Młodzieżowe mistrzostwa NACAC | Irapuato | sztafeta 4 × 100 metrów | 1. miejsce | 43,58 |
| 2013 | Mistrzostwa świata            | Moskwa   | bieg na 200 metrów      | półfinał   | 22,86 |
| 2015 | IAAF World Relays             | Nassau   | sztafeta 4 × 100 metrów | 2. miejsce | 42,32 |
| 2017 | Mistrzostwa świata            | Londyn   | bieg na 200 metrów      | 6. miejsce | 22,59 |

## Rekordy życiowe
- Bieg na 60 metrów (hala) – 7,16 (2013)
- Bieg na 100 metrów – 10,96 (2012) – 9. wynik w roku 2012 / 10,94w (2012)
- Bieg na 200 metrów – 22,19 (2012) – 5. wynik w roku 2012 / 21,80w (2013)
- Bieg na 200 metrów (hala) – 22,54 (2013)